# In de Ruimte

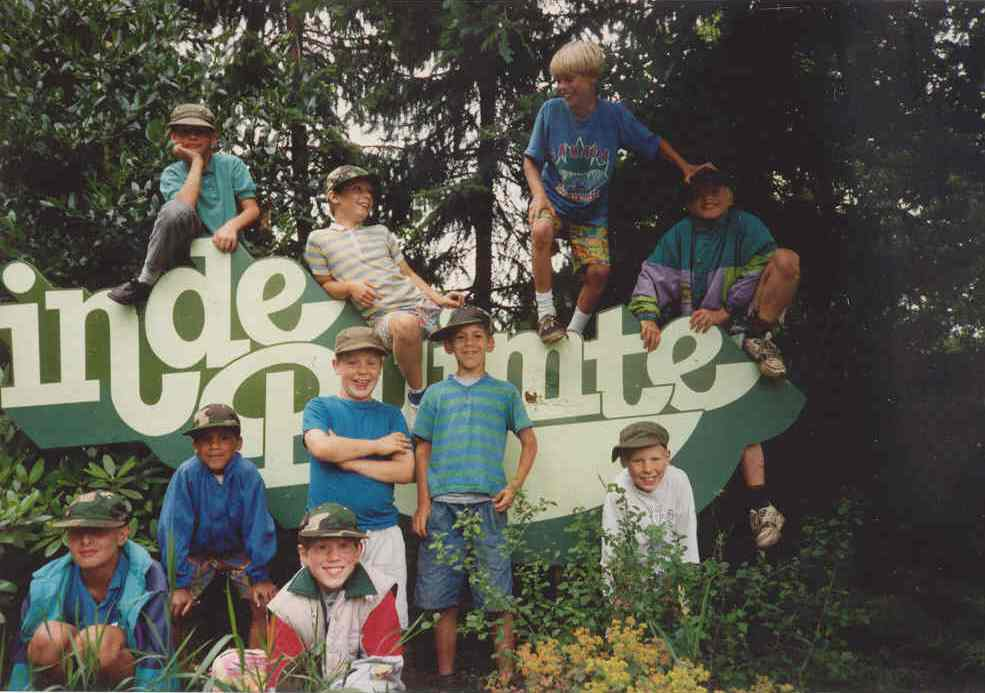
Een groep jongens - ergens aan het begin van de jaren 90 - op de foto bij het logo van In de Ruimte bij de ingang van het terrein

In de Ruimte was een evangelisch centrum in de Nederlandse plaats Soest. Het centrum werd opgericht in 1960 door evangelist Herman ter Welle. In 1998 ging de stichting failliet en werd opgeheven.
In de Ruimte stond binnen de evangelische wereld onder andere bekend vanwege haar Bijbelschool, het rehabilitatiecentrum De Paltz (op het gelijknamige landgoed) en de kinderkampen waar jaarlijks in de zomer duizenden kinderen op afkwamen. De organisatie was ook verantwoordelijk voor de uitgave van het kinderblad De Goede Herder en de Studiebijbel, een Bijbelcommentaar vanuit een orthodoxe achtergrond. Aan het trainingscentrum was ook een evangelische gemeente verbonden die dezelfde naam droeg.
De organisatie kwam voort uit het kinderwerk van Herman ter Welle. Deze hield vanaf begin jaren 60 kinderkampen. In 1965 werd in Soest een pand onder de naam In de Ruimte betrokken. Samen met het gebouw werd ook een terrein van enkele hectares aangekocht. In 1969 werd een evangelische gemeente begonnen onder dezelfde naam. Op haar hoogtepunt zou zij 500 leden hebben. In 1974 besloot Ter Welle, na het horen van een preek van de Amerikaan George Verwer, om een Bijbelschool te beginnen. Op het terrein kwamen verschillende barakken te staan waarin de verschillende medewerkers en Bijbelschoolstudenten waren gehuisvest.
In de jaren tachtig ontstond er onenigheid binnen de organisatie. Verschillende leden van In de Ruimte waren het niet eens met het - in hun ogen ondoorzichtige en onvoorzichtige - financiële beleid dat er gevoerd werd door met name Herman ter Welle. Dit resulteerde in een afsplitsing van een groot aantal van de leden, die verdergingen in de Christengemeente Soest.
In 1998 moest In de Ruimte zichzelf opheffen vanwege een faillissement. Daar lag onder andere een terugloop in giften en wanbestuur aan ten grondslag. Het einde van In de Ruimte ging met veel persoonlijk leed gepaard. Er volgden onder andere tuchtmaatregelen tegen oprichter Herman ter Welle en zijn vrouw Els. Na deze gebeurtenissen zijn de geschillen met de Christengemeente Soest bijgelegd. De twee gemeentes besloten uit praktische overwegingen wel afzonderlijk door te gaan. De voormalige gemeente In de Ruimte bestaat nu onder de naam Evangeliegemeente Soest.
In juli 2006 werd in een speciale bijeenkomst een verzoening tussen verschillende voormalige leiders van In de Ruimte bewerkstelligd. De tuchtmaatregelen tegen Herman ter Welle werden hierbij ingetrokken.
Het kinderblad De Goede Herder ging op in Zeggus, een uitgave van de Evangelische Omroep, maar ook dit blad bestaat inmiddels niet meer. De uitgave van de Studiebijbel valt sinds de opheffing van In de Ruimte onder een nieuw opgerichte stichting. Het terrein van 'In de Ruimte' is nu in gebruik door een democratische school genaamd "De Ruimte". Deze heeft niets te maken met de evangelische organisatie.